# عبد الله إبراهيم (ناقد)
عبد الله إبراهيم (ولد في مدينة كركوك عام 1957م) مفكر وناقد وأكاديمي عراقي متخصص في الدراسات السردية والثقافية. ومن أبرز مؤلفاته كتاب (موسوعة السرد العربي) الصادر في 9 أجزاء. وهو حاصل على العديد من الجوائز أبرزها: جائزة الشيخ زايد للكتاب عام 2013، وجائزة الملك فيصل العالمية في اللغة العربية والأدب عام 2014.

## التعليم
- حاصل على الدكتوراه في الآداب العربية من كلية الآداب في جامعة بغداد عام 1991م.
- حاصل على الماجستير في الأدب العربي الحديث والنقد من جامعة بغداد عام 1987م.
- حاصل على بكالوريوس آداب اللغة العربية من جامعة بغداد عام 1981م.[6]

## العمل
- عمل خبيراً ثقافياً في الديوان الأميري في الدوحة.
- عمل منسقاً لجائزة قطر العالمية من عام 2003 إلى عام 2010.
- عمل أستاذاً للدراسات الأدبية في الجامعات العراقية والليبية والقطرية منذ عام 1991م.[1]

## المؤلفات
| الكتاب                                                                   | التاريخ | ملاحظات                                  |
| ------------------------------------------------------------------------ | ------- | ---------------------------------------- |
| التفكيك: الأصول والمقولات                                                | 1990    | [ 7 ]                                    |
| المتخيّل السردي                                                           | 1990    |                                          |
| معرفة الآخر                                                              | 1990    | بالاشتراك مع سعيد الغانمي، وعواد علي     |
| السردية العربية: بحث في البنية السردية للموروث الحكائي العربي            | 1992    | [ 9 ]                                    |
| المركزية الغربية                                                         | 1997    | [ 10 ]                                   |
| الثقافة العربية والمرجعيات المستعارة                                     | 1999    |                                          |
| تحليل النصوص الأدبية                                                     | 1999    |                                          |
| التلقي والسياقات الثقافية                                                | 2000    | [ 11 ]                                   |
| المركزية الإسلامية: صورة الآخر في المخيال الإسلامي                       | 2001    | [ 12 ]                                   |
| عالم القرون الوسطى في أعين المسلمين (مجلدان)                             | 2001    | [ 13 ]                                   |
| النثر العربي القديم                                                      | 2002    |                                          |
| السردية العربية الحديثة (مجلدان)                                         | 2003    | [ 14 ]                                   |
| موسوعة السرد العربي (9 أجزاء)                                            | 2005    | صدر في جزأين في الطبعة الأولى.           |
| الاتجاهات والمدارس في علم الاجتماع: دراسة في فلسفة العلم - الابستمولوجيا | 2005    |                                          |
| المطابقة والاختلاف                                                       | 2005    |                                          |
| الرواية العربية: الأبنية السردية والدلالية                               | 2007    |                                          |
| السرد النسوي: الثقافة الأبوية، الهوية الأنثوية، والجسد                   | 2011    |                                          |
| السرد، والاعتراف، والهوية                                                | 2011    |                                          |
| التخيّل التاريخي: السرد، والإمبراطوريّة، والتجربة الاستعماريّة              | 2011    | حصل به على جائزة الشيخ زايد للكتاب 2013. |
| المحاورات السردية                                                        | 2012    | [ 16 ]                                   |
| كتابة المنفى                                                             | 2012    |                                          |
| السرد والترجمة                                                           | 2012    | [ 7 ]                                    |
| أمواج: سيرة عراقية                                                       | 2017    | [ 17 ]                                   |
| المطابقة والاختلاف (الجزء الثاني)                                        | 2017    |                                          |
| المطابقة والاختلاف (الجزء الثالث)                                        | 2017    |                                          |
| عين الشمس: ثنائية الإبصار والعمى من هوميروس إلى بورخيس                   | 2018    |                                          |
| أعراف الكتابة السردية                                                    | 2019    |                                          |
| الأرشيف السردي: الأحلام، العنف، السخرية                                  | 2019    |                                          |
| موسوعة السرد العربي: سيرة كتاب                                           | 2021    | [ 18 ]                                   |
| الأسفار                                                                  | 2022    | [ 19 ]                                   |

## الجوائز
- حاصل على جائزة عبد الحميد شومان للعلوم الإنسانية عام 1997.[20]
- حاصل على جائزة الشيخ زايد للكتاب في فرع الفنون والدراسات النقدية عام 2013، وذلك عن كتابه (التخيّل التاريخي: السرد، والإمبراطوريّة، والتجربة الاستعماريّة).[21]
- حاصل على جائزة الملك فيصل العالمية في اللغة العربية والأدب في مجال الدراسات النقدية عام 2014، وذلك تقديرا لبحوثه المعمّقة في تحليل الرواية العربية.[22]
- حاصل على جائزة سلطان بن علي العويس الثقافية (جائزة الدراسات الأدبية والنقد) الدورة الثامنة عشرة (2022 ـ 2023).[23]